# La Hoyada
La Hoyada är en ort i Argentina.   Den ligger i provinsen Catamarca, i den norra delen av landet, 1 200 km nordväst om huvudstaden Buenos Aires. La Hoyada ligger 2 986 meter över havet och antalet invånare är 161.
Terrängen runt La Hoyada är kuperad österut, men västerut är den bergig. Runt La Hoyada är det mycket glesbefolkat, med 4 invånare per kvadratkilometer.. 
Omgivningarna runt La Hoyada är i huvudsak ett öppet busklandskap.